# Oxalis amblyodonta
Oxalis amblyodonta är en harsyreväxtart som beskrevs av Salter. Oxalis amblyodonta ingår i släktet oxalisar, och familjen harsyreväxter. Inga underarter finns listade i Catalogue of Life.